# Aix-en-Diois
Aix-en-Diois település Franciaországban, Drôme megyében. Lakosainak száma 335 fő (2018. január 1.). Aix-en-Diois Barsac, Die, Molières-Glandaz, Laval-d’Aix, Saint-Roman, Montmaur-en-Diois és Aurel községekkel határos.

## Népesség
A település népességének változása:
| Lakosok száma | 213  | 200  | 175  | 209  | 255  | 351  | 358  | 465  | 345  | 335  |
|               | 1962 | 1968 | 1975 | 1990 | 1999 | 2008 | 2013 | 2016 | 2017 | 2018 |